# Koivujoki (vattendrag, lat 63,40, long 27,22)
Koivujoki är ett vattendrag i Finland.   Det ligger i landskapet Norra Savolax, i den centrala delen av landet, 400 km norr om huvudstaden Helsingfors. Koivujoki ligger vid sjön Onkivesi.